# Simões Filho

Simões Filho este un oraș în statul Bahia (BA) din Brazilia.
Se găsește la o altitudine de 52 m, are o suprafață de 193,0 km², o populație (estimată în 2005) de 107.561 locuitori, cu o densitate de 421,27 loc./km²  Arhivat în 28 septembrie 2007, la Wayback Machine.,  Arhivat în 6 ianuarie 2007, la Wayback Machine..
Numele localității este un omagiu adus jurnalistului și politicianului Ernesto Simões Filho (1886-1957) care, pe 15 octombrie 1912, a înființat ziarul A Tarde, ziar ce continuă să apară și în prezent.